# Frans van der Veen
Franciscus Christian van der Veen (Almelo, 25 de março de 1919 - 4 de maio de 1975) foi um futebolista neerlandês, que atuava como atacante.

## Carreira
Frans van der Veen fez parte do elenco da Seleção Neerlandesa de Futebol que disputou a Copa do Mundo de 1938.

## Ligações Externas
- «Perfil de Frans van der Veen» (em inglês). em torneios FIFA